# Список прем'єр-міністрів Іспанії
У статті подано список голів уряду Іспанії, а також осіб, які обіймали аналогічні посади від 1705 року дотепер.

## Королівство Іспанія (1705—1873)

### Секретарі Універсального бюро
| Портрет                                               | Ім'я                                                | Термін повноважень  | Термін повноважень | Термін повноважень  | Монарх              |
| Портрет                                               | Ім'я                                                | Початок повноважень | Кінець повноважень | Кількість днів      | Монарх              |
| ----------------------------------------------------- | --------------------------------------------------- | ------------------- | ------------------ | ------------------- | ------------------- |
|                                                       | Педро Фернандес дель Кампо-і-Ангуло маркіз Мехорада | 11 липня 1705       | 15 квітня 1714     | 3200                | Філіп V (1700—1724) |
| Мануель де Вадільйо-і-Веласко                         | 15 квітня 1714                                      | 30 листопада 1714   | 229                |                     | Філіп V (1700—1724) |
| Хосе де Грімальдо маркіз Грімальдо (1-й кабінет)      | 30 листопада 1714                                   | 14 січня 1724       | 3332               |                     | Філіп V (1700—1724) |
| Хуан Баутіста де Орендайн-і-Аспілікуета (1-й кабінет) | 14 січня 1724                                       | 4 вересня 1724      | 234                | Луїс I (1724)       |                     |
| Хосе де Грімальдо (2-й кабінет)                       | 4 вересня 1724                                      | 12 грудня 1725      | 464                | Філіп V (1724—1746) |                     |
|                                                       | Хуан Гільєрмо Ріпперда герцог Ріпперда              | 12 грудня 1725      | 14 квітня 1726     | Філіп V (1724—1746) | 123                 |
|                                                       | Хосе де Грімальдо (3-й кабінет)                     | 14 квітня 1726      | 1 жовтня 1726      | Філіп V (1724—1746) | 170                 |
| Хуан Баутіста де Орендайн-і-Аспілікуета (2-й кабінет) | 1 жовтня 1726                                       | 21 листопада 1734   | 2973               | Філіп V (1724—1746) |                     |

### Державні секретарі
| Портрет                                                                    | Ім'я                                                         | Термін повноважень  | Термін повноважень | Термін повноважень       | Монарх                  |
| Портрет                                                                    | Ім'я                                                         | Початок повноважень | Кінець повноважень | Кількість днів           | Монарх                  |
| -------------------------------------------------------------------------- | ------------------------------------------------------------ | ------------------- | ------------------ | ------------------------ | ----------------------- |
|                                                                            | Хосе Патіньйо                                                | 21 листопада 1734   | 3 листопада 1736   | 476                      | Філіп V (1724—1746)     |
|                                                                            | Себастьян де ла Квадра 1-й маркіз Вільяріас                  | 26 листопада 1736   | 4 грудня 1746      | 3660                     | Філіп V (1724—1746)     |
|                                                                            | Хосе де Карвахаль                                            | 4 грудня 1746       | 9 квітня 1754      | 2683                     | Фернандо VI (1746—1759) |
|                                                                            | Фернандо де Сілва-і-Альварес де Толедо 12-й герцог Альба     | 9 квітня 1754       | 15 травня 1754     | 36                       | Фернандо VI (1746—1759) |
|                                                                            | Рікардо Валь-і-Деверо                                        | 15 травня 1754      | 10 серпня 1759     | 1913                     | Фернандо VI (1746—1759) |
| 10 серпня 1759                                                             | Рікардо Валь-і-Деверо                                        | 9 жовтня 1763       | 1521               | Карл III (1759—1788)     |                         |
|                                                                            | Херонімо де Грімальді 1-й герцог Грімальді                   | 9 жовтня 1763       | 19 лютого 1777     | Карл III (1759—1788)     | 4882                    |
|                                                                            | Хосе Моньїно-і-Редондо 1-й граф Флоридабланка                | 19 лютого 1777      | 14 грудня 1788     | Карл III (1759—1788)     | 4316                    |
| 14 грудня 1788                                                             | Хосе Моньїно-і-Редондо 1-й граф Флоридабланка                | 28 лютого 1792      | 1171               | Карл IV (1788—1808)      |                         |
|                                                                            | Педро Абарка Аранда 10-й граф Аранда (в. о.)                 | 28 лютого 1792      | 15 листопада 1792  | Карл IV (1788—1808)      | 261                     |
|                                                                            | Мануель Годой герцог Алькудія                                | 15 листопада 1792   | 28 березня 1798    | Карл IV (1788—1808)      | 1959                    |
|                                                                            | Франсіско Сааведра (в. о. до 6 вересня 1798)                 | 30 березня 1798     | 12 лютого 1799     | Карл IV (1788—1808)      | 319                     |
|                                                                            | Маріано Луїс де Уркіхо (в. о., перший кабінет)               | 12 лютого 1799      | 13 грудня 1799     | Карл IV (1788—1808)      | 304                     |
| Педро Севальйос (1-й кабінет)                                              | 13 грудня 1799                                               | 3 березня 1808      | 3002               | Карл IV (1788—1808)      |                         |
| Гонсало О'Фаррілл (в. о.)                                                  | 3 березня 1808                                               | 19 березня 1808     | 16                 | Карл IV (1788—1808)      |                         |
| Педро Севальйос (2-й кабінет)                                              | 19 березня 1808                                              | 7 липня 1808        | 110                | Фернандо VII (1808)      |                         |
| Маріано Луїс де Уркіхо (2-й кабінет)                                       | 7 липня 1808                                                 | 27 червня 1813      | 1816               | Хосе I (1808—1813)       |                         |
|                                                                            | Хуан О'Доног'ю О'Ріан (в. о.)                                | 10 жовтня 1813      | 17 жовтня 1813     | Хосе I (1808—1813)       | 7                       |
|                                                                            | Фернандо де Ласерна (в. о.)                                  | 17 жовтня 1813      | 3 грудня 1813      | Хосе I (1808—1813)       | 47                      |
| Хосе Луандо (в. о.)                                                        | 3 грудня 1813                                                | 4 травня 1814       | 152                | Фернандо VII (1813—1833) |                         |
|                                                                            | Хосе Мігель де Карвахаль-Варгас 2-й герцог Сан-Карлос        | 4 травня 1814       | 15 листопада 1814  | Фернандо VII (1813—1833) | 11151                   |
|                                                                            | Педро Севальйос (3-й кабінет)                                | 15 листопада 1814   | 24 січня 1816      | Фернандо VII (1813—1833) | 435                     |
| Хуан Естебан Лосано                                                        | 24 січня 1816                                                | 26 січня 1816       | 2                  | Фернандо VII (1813—1833) |                         |
| Педро Севальйос (4-й кабінет)                                              | 26 січня 1816                                                | 30 жовтня 1816      | 278                | Фернандо VII (1813—1833) |                         |
|                                                                            | Хосе Гарсія де Леон-і-Піссарро                               | 30 жовтня 1816      | 14 вересня 1818    | Фернандо VII (1813—1833) | 684                     |
|                                                                            | Карлос Мартінес де Ірухо (в. о.)                             | 14 вересня 1818     | 12 червня 1819     | Фернандо VII (1813—1833) | 271                     |
|                                                                            | Мануель Гонсалес Сальмон (в. о.)                             | 12 червня 1819      | 12 вересня 1819    | Фернандо VII (1813—1833) | 92                      |
|                                                                            | Хоакін Хосе Мельгарехо герцог Сан-Фернандо де Кірога         | 12 вересня 1819     | 18 березня 1820    | Фернандо VII (1813—1833) | 188                     |
|                                                                            | Хуан Хабат Астал (в. о.)                                     | 18 березня 1820     | 18 березня 1820    | Фернандо VII (1813—1833) | 1                       |
|                                                                            | Еваристо Перес де Кастро-і-Бріто                             | 18 березня 1820     | 2 березня 1821     | Фернандо VII (1813—1833) | 349                     |
|                                                                            | Хоакін Андуага Куенка (в. о.)                                | 2 березня 1821      | 23 квітня 1821     | Фернандо VII (1813—1833) | 52                      |
| Франсіско Ескудеро (в. о.)                                                 | 23 квітня 1821                                               | 23 квітня 1821      | 1                  | Фернандо VII (1813—1833) |                         |
| Еусебіо Бардахі                                                            | 23 квітня 1821                                               | 8 січня 1822        | 260                | Фернандо VII (1813—1833) |                         |
| Рамон Лопес-Пелегрін (в. о.)                                               | 8 січня 1822                                                 | 24 січня 1822       | 16                 | Фернандо VII (1813—1833) |                         |
| Хосе Габріель де Сілва-Басан маркіз Санта-Крус                             | 24 січня 1822                                                | 30 січня 1822       | 6                  | Фернандо VII (1813—1833) |                         |
| Рамон Лопес-Пелегрін (в. о.)                                               | 30 січня 1822                                                | 28 лютого 1822      | 29                 | Фернандо VII (1813—1833) |                         |
|                                                                            | Франсіско Мартінес де ла Роса                                | 28 лютого 1822      | 5 серпня 1822      | Фернандо VII (1813—1833) | 158                     |
|                                                                            | Еваристо Фернандес де Сан-Мігель (в. о. до 28 лютого 1822)   | 5 серпня 1822       | 25 квітня 1823     | Фернандо VII (1813—1833) | 264                     |
|                                                                            | Хосе Мануель де Вадільйо (в. о.)                             | 25 квітня 1823      | 7 травня 1823      | Фернандо VII (1813—1833) | 12                      |
| Сантьяго Усос-і-Моші (в. о.)                                               | 7 травня 1823                                                | 13 травня 1823      | 6                  | Фернандо VII (1813—1833) |                         |
|                                                                            | Хосе Марія Пандо                                             | 13 травня 1823      | 29 серпня 1823     | Фернандо VII (1813—1833) | 108                     |
|                                                                            | Луїс Марія Саласар (в. о.)                                   | 29 серпня 1823      | 4 вересня 1823     | Фернандо VII (1813—1833) | 6                       |
| Хуан Антоніо Яндіола Гарай (в. о.)                                         | 4 вересня 1823                                               | 6 вересня 1823      | 2                  | Фернандо VII (1813—1833) |                         |
| Хосе Луандо (2-й кабінет)                                                  | 6 вересня 1823                                               | 1 жовтня 1823       | 24                 | Фернандо VII (1813—1833) |                         |
| Віктор Даміан Саес (в. о. до 7 серпня 1823) (проти уряду до 1 жовтня 1823) | 25 квітня 1823                                               | 2 грудня 1823       | 221                | Фернандо VII (1813—1833) |                         |
|                                                                            | Карлос Мартінес де Ірухо 1-й маркіз Каса Ірухо (2-й кабінет) | 2 грудня 1823       | 18 січня 1824      | Фернандо VII (1813—1833) | 47                      |
|                                                                            | Нарсісо Фернандес де Ередія 2-й граф Ередія-Спінола          | 18 січня 1824       | 11 липня 1824      | Фернандо VII (1813—1833) | 175                     |
|                                                                            | Луїс Марія Саласар (в. о.)                                   | 11 липня 1824       | 11 липня 1824      | Фернандо VII (1813—1833) | 1                       |
|                                                                            | Франсіско Сеа Бермудес (1-й кабінет)                         | 11 липня 1824       | 24 жовтня 1825     | Фернандо VII (1813—1833) | 470                     |
|                                                                            | Педро де Алькантара Альварес де Толедо 13-й герцог Інфантадо | 24 жовтня 1825      | 19 серпня 1826     | Фернандо VII (1813—1833) | 299                     |
|                                                                            | Мануель Гонсалес Сальмон (в. о. до 15 жовтня 1830)           | 19 серпня 1826      | 20 січня 1832      | Фернандо VII (1813—1833) | 1980                    |
|                                                                            | Франсіско Тадео Каломарде-і-Арріа (в. о.)                    | 20 січня 1832       | 22 лютого 1832     | Фернандо VII (1813—1833) | 33                      |
|                                                                            | Антоніо де Сааведра граф Алькудія (в. о.)                    | 22 лютого 1832      | 1 жовтня 1832      | Фернандо VII (1813—1833) | 222                     |
| Хосе Кафранга Костілья (в. о.)                                             | 1 жовтня 1832                                                | 29 листопада 1832   | 59                 | Фернандо VII (1813—1833) |                         |
|                                                                            | Франсіско Сеа Бермудес (2-й кабінет)                         | 29 листопада 1832   | 15 січня 1834      | Фернандо VII (1813—1833) | 412                     |

### Голови Ради міністрів (1834—1873)
Політична приналежність:       безпартійні
      помірковані/консерватори
      прогресисти
      центристи
| Портрет | Ім'я                                                                                                 | Термін повноважень  | Термін повноважень | Термін повноважень | Монарх                                                                        |
| Портрет | Ім'я                                                                                                 | Початок повноважень | Кінець повноважень | Кількість днів     | Монарх                                                                        |
| ------- | --- | ------------------- | ------------------ | ------------------ | ----------------------------------------------------------------------------- |
|         | Франсіско Мартінес де ла Роса                                                                        | 15 січня 1834       | 7 червня 1835      | 508                | Марія-Христина Бурбон-Сицилійська регент при королеві Ізабеллі II (1833—1840) |
|         | Хосе Марія Кейпо де Льяно Руїс де Саравія 7-й граф Торено                                            | 7 червня 1835       | 14 вересня 1835    | 99                 | Марія-Христина Бурбон-Сицилійська регент при королеві Ізабеллі II (1833—1840) |
|         | Мігель Рікардо де Алава (відхилив пропозицію, залишившись послом Іспанії в Лондоні)                  | 14 вересня 1835     | 25 вересня 1835    | 11                 | Марія-Христина Бурбон-Сицилійська регент при королеві Ізабеллі II (1833—1840) |
|         | Хуан Альварес Мендісабаль                                                                            | 25 вересня 1835     | 15 травня 1836     | 233                | Марія-Христина Бурбон-Сицилійська регент при королеві Ізабеллі II (1833—1840) |
|         | Франсіско Хав'єр де Істуріс (1-й кабінет)                                                            | 15 травня 1836      | 14 серпня 1836     | 91                 | Марія-Христина Бурбон-Сицилійська регент при королеві Ізабеллі II (1833—1840) |
|         | Хосе Марія Калатрава (в. о.)                                                                         | 14 серпня 1836      | 18 серпня 1837     | 369                | Марія-Христина Бурбон-Сицилійська регент при королеві Ізабеллі II (1833—1840) |
|         | Бальдомеро Еспартеро граф Лучана (1-й кабінет)                                                       | 18 серпня 1837      | 18 жовтня 1837     | 61                 | Марія-Христина Бурбон-Сицилійська регент при королеві Ізабеллі II (1833—1840) |
|         | Еусебіо Бардахі                                                                                      | 10 жовтня 1837      | 16 грудня 1837     | 67                 | Марія-Христина Бурбон-Сицилійська регент при королеві Ізабеллі II (1833—1840) |
|         | Нарсісо Фернандес де Ередія 2-й граф Офалія                                                          | 16 грудня 1837      | 6 вересня 1838     | 264                | Марія-Христина Бурбон-Сицилійська регент при королеві Ізабеллі II (1833—1840) |
|         | Бернардіно Фернандес де Веласко 14-й герцог Фріас                                                    | 6 вересня 1838      | 9 грудня 1838      | 94                 | Марія-Христина Бурбон-Сицилійська регент при королеві Ізабеллі II (1833—1840) |
|         | Ісідро де Алаїс Фабрегас (в. о.)                                                                     | 9 грудня 1838       | 9 грудня 1838      | 1                  | Марія-Христина Бурбон-Сицилійська регент при королеві Ізабеллі II (1833—1840) |
|         | Еваристо Перес де Кастро-і-Бріто                                                                     | 9 грудня 1838       | 18 липня 1840      | 587                | Марія-Христина Бурбон-Сицилійська регент при королеві Ізабеллі II (1833—1840) |
|         | Антоніо Гонсалес-і-Гонсалес 1-й маркіз Вальдетеррасо (1-й кабінет)                                   | 20 липня 1840       | 12 серпня 1840     | 23                 | Марія-Христина Бурбон-Сицилійська регент при королеві Ізабеллі II (1833—1840) |
|         | Валентин Феррас-і-Баррау                                                                             | 12 серпня 1840      | 28 серпня 1840     | 16                 | Марія-Христина Бурбон-Сицилійська регент при королеві Ізабеллі II (1833—1840) |
|         | Модесто Кортасар (в. о.)                                                                             | 29 серпня 1840      | 11 вересня 1840    | 13                 | Марія-Христина Бурбон-Сицилійська регент при королеві Ізабеллі II (1833—1840) |
|         | Вісенте Санчо                                                                                        | 11 вересня 1840     | 16 вересня 1840    | 5                  | Марія-Христина Бурбон-Сицилійська регент при королеві Ізабеллі II (1833—1840) |
|         | Бальдомеро Еспартеро герцог Вікторі (2-й кабінет)                                                    | 16 вересня 1840     | 10 травня 1841     | 236                | Бальдомеро Еспартеро Регент при королеві Ізабеллі II (1840—1843)              |
|         | Хоакін Марія де Феррер-і-Кафранга                                                                    | 10 травня 1841      | 20 травня 1841     | 10                 | Бальдомеро Еспартеро Регент при королеві Ізабеллі II (1840—1843)              |
|         | Антоніо Гонсалес-і-Гонсалес 1-й маркіз Вальдетеррасо (2-й кабінет)                                   | 20 травня 1841      | 17 червня 1842     | 393                | Бальдомеро Еспартеро Регент при королеві Ізабеллі II (1840—1843)              |
|         | Хосе Рамон Роділ-і-Кампільйо 1-й маркіз Роділ                                                        | 17 червня 1842      | 9 травня 1843      | 326                | Бальдомеро Еспартеро Регент при королеві Ізабеллі II (1840—1843)              |
|         | Хоакін Марія Лопес (1-й кабінет)                                                                     | 9 травня 1843       | 19 травня 1843     | 10                 | Бальдомеро Еспартеро Регент при королеві Ізабеллі II (1840—1843)              |
|         | Альваро Гомес Бесерра                                                                                | 19 травня 1843      | 23 липня 1843      | 65                 | Бальдомеро Еспартеро Регент при королеві Ізабеллі II (1840—1843)              |
|         | Хоакін Марія Лопес (2-й кабінет)                                                                     | 23 липня 1843       | 20 листопада 1843  | 120                | Ізабелла II (1833/1843-1868)                                                  |
|         | Салустіано де Олосага-і-Алмандос                                                                     | 20 листопада 1843   | 5 грудня 1843      | 15                 | Ізабелла II (1833/1843-1868)                                                  |
|         | Луїс Гонсалес Браво (1-й кабінет)                                                                    | 5 грудня 1843       | 3 травня 1844      | 357                | Ізабелла II (1833/1843-1868)                                                  |
|         | Рамон Марія Нарваес 1-й герцог Валенсійський (1-й кабінет)                                           | 3 травня 1844       | 12 лютого 1846     | 650                | Ізабелла II (1833/1843-1868)                                                  |
|         | Мануель Пандо Фернандес де Пінедо 2-й маркіз Мірафлорес (1-й кабінет)                                | 12 лютого 1846      | 16 березня 1846    | 32                 | Ізабелла II (1833/1843-1868)                                                  |
|         | Рамон Марія Нарваес 1-й герцог Валенсійський (2-й кабінет)                                           | 16 березня 1846     | 5 квітня 1846      | 20                 | Ізабелла II (1833/1843-1868)                                                  |
|         | Франсіско Хав'єр де Істуріс (2-й кабінет)                                                            | 5 квітня 1846       | 28 січня 1847      | 298                | Ізабелла II (1833/1843-1868)                                                  |
|         | Карлос Мартінес де Ірухо-і-МакКін маркіз Каса Ірухо, герцог Сотомайор                                | 28 січня 1847       | 28 березня 1847    | 59                 | Ізабелла II (1833/1843-1868)                                                  |
|         | Хоакін Франсіско Пачеко-і-Гутьєррес Кальдерон                                                        | 28 березня 1847     | 31 серпня 1847     | 156                | Ізабелла II (1833/1843-1868)                                                  |
|         | Хосе де Саламанка-і-Майоль 1-й маркіз Саламанки, 1-й граф лос Льянос (в. о.)                         | 31 серпня 1847      | 12 вересня 1847    | 12                 | Ізабелла II (1833/1843-1868)                                                  |
|         | Флоренсіо Гарсія Гойєна                                                                              | 12 вересня 1847     | 4 жовтня 1847      | 22                 | Ізабелла II (1833/1843-1868)                                                  |
|         | Рамон Марія Нарваес 1-й герцог Валенсійський (3-й кабінет)                                           | 4 жовтня 1847       | 19 жовтня 1849     | 701                | Ізабелла II (1833/1843-1868)                                                  |
|         | Серафін Марія де Сотто 3-й граф Клонард (призначення було анульовано, перш ніж він вступив у посаду) | 19 жовтня 1849      | 20 жовтня 1849     | 1                  | Ізабелла II (1833/1843-1868)                                                  |
|         | Рамон Марія Нарваес 1-й герцог Валенсійський (4-й кабінет)                                           | 20 жовтня 1849      | 14 січня 1851      | 451                | Ізабелла II (1833/1843-1868)                                                  |
|         | Хуан Браво Мурільйо                                                                                  | 14 січня 1851       | 14 грудня 1852     | 700                | Ізабелла II (1833/1843-1868)                                                  |
|         | Федеріко де Ронсалі 1-й граф Алькой                                                                  | 14 грудня 1852      | 14 квітня 1853     | 121                | Ізабелла II (1833/1843-1868)                                                  |
|         | Франсіско де Лерсунді-і-Ормаечеа                                                                     | 14 квітня 1853      | 19 вересня 1853    | 158                | Ізабелла II (1833/1843-1868)                                                  |
|         | Луїс Хосе Сарторіус граф Сан-Луїс                                                                    | 19 вересня 1853     | 17 липня 1854      | 301                | Ізабелла II (1833/1843-1868)                                                  |
|         | Фернандо Фернандес де Кордова 2-й маркіз Мендігоррія (1-й кабінет)                                   | 17 липня 1854       | 18 липня 1854      | 1                  | Ізабелла II (1833/1843-1868)                                                  |
|         | Анхель де Сааведра герцог Рівас                                                                      | 18 липня 1854       | 19 липня 1854      | 1                  | Ізабелла II (1833/1843-1868)                                                  |
|         | Бальдомеро Еспартеро герцог Вікторі (3-й кабінет)                                                    | 19 липня 1854       | 14 липня 1856      | 726                | Ізабелла II (1833/1843-1868)                                                  |
|         | Леопольдо О'Доннелл (1-й кабінет)                                                                    | 14 липня 1856       | 12 жовтня 1856     | 90                 | Ізабелла II (1833/1843-1868)                                                  |
|         | Рамон Марія Нарваес 1-й герцог Валенсійський (5-й кабінет)                                           | 12 жовтня 1856      | 15 жовтня 1857     | 368                | Ізабелла II (1833/1843-1868)                                                  |
|         | Франсіско Армеро-і-Пеньяранда маркіз Нервіон                                                         | 15 жовтня 1857      | 14 січня 1858      | 91                 | Ізабелла II (1833/1843-1868)                                                  |
|         | Франсіско Хав'єр де Істуріс (3-й термін)                                                             | 14 січня 1858       | 30 червня 1858     | 167                | Ізабелла II (1833/1843-1868)                                                  |
|         | Леопольдо О'Доннелл (2-й кабінет)                                                                    | 30 червня 1858      | 2 березня 1863     | 1706               | Ізабелла II (1833/1843-1868)                                                  |
|         | Мануель Пандо Фернандес де Пінедо 2-й маркіз Мірафлорес (2-й кабінет)                                | 2 березня 1863      | 17 січня 1864      | 321                | Ізабелла II (1833/1843-1868)                                                  |
|         | Лоренсо Аррасола-і-Гарсія                                                                            | 17 січня 1864       | 1 березня 1864     | 44                 | Ізабелла II (1833/1843-1868)                                                  |
|         | Алехандро Мон Менендес                                                                               | 1 березня 1864      | 16 вересня 1864    | 199                | Ізабелла II (1833/1843-1868)                                                  |
|         | Рамон Марія Нарваес 1-й герцог Валенсійський (6-й кабінет)                                           | 16 вересня 1864     | 21 червня 1865     | 278                | Ізабелла II (1833/1843-1868)                                                  |
|         | Леопольдо О'Доннелл (3-й кабінет)                                                                    | 21 червня 1865      | 10 липня 1866      | 384                | Ізабелла II (1833/1843-1868)                                                  |
|         | Рамон Марія Нарваес 1-й герцог Валенсійський (7-й кабінет)                                           | 10 липня 1866       | 23 квітня 1868     | 653                | Ізабелла II (1833/1843-1868)                                                  |
|         | Луїс Гонсалес Браво (2-й кабінет)                                                                    | 23 квітня 1868      | 19 вересня 1868    | 149                | Ізабелла II (1833/1843-1868)                                                  |
|         | Хосе Гутьєррес де ла Конча 1-й маркіз Гавани                                                         | 19 вересня 1868     | 30 вересня 1868    | 11                 | Ізабелла II (1833/1843-1868)                                                  |
|         | Паскуаль Мадос (в. о.)                                                                               | 30 вересня 1868     | 3 жовтня 1868      | 3                  | Немає формального керівника держави                                           |
|         | Франсіско Серрано-і-Домінгес герцог де ла Торре, граф Сан-Антоніо (1-й кабінет)                      | 3 жовтня 1868       | 18 червня 1869     | 258                | Немає формального керівника держави                                           |
|         | Жоан Прим маркіз Кастильєхос, граф Реус і віконт Брух                                                | 18 червня 1869      | 27 грудня 1870     | 557                | Регент Франсіско Серрано-і-Домінгес (1869—1870)                               |
|         | Хуан Баутіста Топете-і-Карбальйо (в. о.)                                                             | 27 грудня 1870      | 4 січня 1871       | 8                  | Амадей I (1870—1873)                                                          |
|         | Франсіско Серрано-і-Домінгес герцог де ла Торре, граф Сан-Антоніо (2-й кабінет)                      | 4 січня 1871        | 24 липня 1871      | 201                | Амадей I (1870—1873)                                                          |
|         | Мануель Руїс Соррілья (1-й кабінет)                                                                  | 24 липня 1871       | 5 жовтня 1871      | 73                 | Амадей I (1870—1873)                                                          |
|         | Хосе Малькампо-і-Монхе 3-й маркіз Сан-Рафаель, граф Холо                                             | 5 жовтня 1871       | 21 грудня 1871     | 77                 | Амадей I (1870—1873)                                                          |
|         | Пракседес Матео Сагаста (1-й кабінет)                                                                | 12 грудня 1871      | 26 травня 1872     | 157                | Амадей I (1870—1873)                                                          |
|         | Хуан Баутіста Топете-і-Карбальйо (в. о.)                                                             | 26 травня 1872      | 4 червня 1872      | 9                  | Амадей I (1870—1873)                                                          |
|         | Франсіско Серрано-і-Домінгес герцог де ла Торре, граф Сан-Антоніо (3-й кабінет)                      | 4 червня 1872       | 13 червня 1872     | 9                  | Амадей I (1870—1873)                                                          |
|         | Фернандо Фернандес де Кордова 2-й маркіз Мендігоррія (2-й кабінет)                                   | 13 червня 1872      | 16 червня 1872     | 3                  | Амадей I (1870—1873)                                                          |
|         | Мануель Руїс Соррілья (2-й кабінет)                                                                  | 16 червня 1872      | 12 лютого 1873     | 241                | Амадей I (1870—1873)                                                          |

## Перша Іспанська республіка(1873—1874)
Політична приналежність:       федералісти
      помірковані
      унітаристи
      ліберали
| Портрет | Ім'я                                       | Термін повноважень  | Термін повноважень | Термін повноважень | Глава держави                                |
| Портрет | Ім'я                                       | Початок повноважень | Кінець повноважень | Кількість днів     | Глава держави                                |
| ------- | ------------------------------------------ | ------------------- | ------------------ | ------------------ | -------------------------------------------- |
|         | Естаніслао Фіґерас                         | 12 лютого 1873      | 11 червня 1873     | 119                | Прем'єр-міністр одночасно був главою держави |
|         | Франсеск Пі-і-Марґаль                      | 11 червня 1873      | 18 липня 1873      | 37                 | Прем'єр-міністр одночасно був главою держави |
|         | Ніколас Салмерон-і-Алонсо                  | 18 липня 1873       | 7 вересня 1873     | 51                 | Прем'єр-міністр одночасно був главою держави |
|         | Еміліо Кастелар                            | 7 вересня 1873      | 4 січня 1874       | 119                | Прем'єр-міністр одночасно був главою держави |
|         | Франсіско Серрано-і-Домінгес (4-й кабінет) | 4 січня 1874        | 26 лютого 1874     | 53                 | Прем'єр-міністр одночасно був главою держави |
|         | Хуан де Савала                             | 26 лютого 1874      | 3 вересня 1874     | 189                | Прем'єр-міністр одночасно був главою держави |
|         | Пракседес Матео Сагаста (2-й кабінет)      | 3 вересня 1874      | 30 грудня 1874     | 118                | Прем'єр-міністр одночасно був главою держави |

## Королівство Іспанія (перша реставрація, 1874—1931)
Політична приналежність:       безпартійні
      консерватори
      ліберали
      військовики
| Портрет | Ім'я | Термін повноважень  | Термін повноважень | Термін повноважень | Монарх                                                                |
| Портрет | Ім'я | Початок повноважень | Кінець повноважень | Кількість днів     | Монарх                                                                |
| ------- | --- | ------------------- | ------------------ | ------------------ | --------------------------------------------------------------------- |
|         | Антоніо Кановас дель Кастільйо (1-й кабінет)                                                                                        | 31 грудня 1874      | 12 вересня 1875    | 255                | Альфонс XII (1874—1885)                                               |
|         | Йоахім Ховельяр-і-Солер | 12 вересня 1875     | 2 грудня 1875      | 81                 | Альфонс XII (1874—1885)                                               |
|         | Антоніо Кановас дель Кастільйо (2-й кабінет)                                                                                        | 2 грудня 1875       | 7 березня 1879     | 1191               | Альфонс XII (1874—1885)                                               |
|         | Арсеніо Мартінес Кампос | 7 березня 1879      | 9 грудня 1879      | 277                | Альфонс XII (1874—1885)                                               |
|         | Антоніо Кановас дель Кастільйо (3-й кабінет)                                                                                        | 9 грудня 1879       | 8 лютого 1881      | 427                | Альфонс XII (1874—1885)                                               |
|         | Пракседес Матео Сагаста (3-й кабінет)                                                                                               | 8 лютого 1881       | 12 жовтня 1883     | 976                | Альфонс XII (1874—1885)                                               |
|         | Хосе Посада Еррера | 13 жовтня 1883      | 18 січня 1884      | 97                 | Альфонс XII (1874—1885)                                               |
|         | Антоніо Кановас дель Кастільйо (4-й кабінет)                                                                                        | 18 січня 1884       | 27 листопада 1885  | 679                | Альфонс XII (1874—1885)                                               |
|         | Пракседес Матео Сагаста (4-й кабінет)                                                                                               | 27 листопада 1885   | 5 липня 1890       | 1681               | Марія Крістіна Австрійська регент при королі Альфонс XIII (1886—1902) |
|         | Антоніо Кановас дель Кастільйо (5-й кабінет)                                                                                        | 5 липня 1890        | 11 грудня 1892     | 890                | Марія Крістіна Австрійська регент при королі Альфонс XIII (1886—1902) |
|         | Пракседес Матео Сагаста (5-й кабінет)                                                                                               | 11 грудня 1892      | 23 березня 1895    | 832                | Марія Крістіна Австрійська регент при королі Альфонс XIII (1886—1902) |
|         | Антоніо Кановас дель Кастільйо (6-й кабінет)                                                                                        | 23 березня 1895     | 8 серпня 1897      | 869                | Марія Крістіна Австрійська регент при королі Альфонс XIII (1886—1902) |
|         | Марсело Аскаррага Палмеро (в. о. до 21.08.1897) (1-й кабінет)                                                                       | 8 серпня 1897       | 4 жовтня 1897      | 57                 | Марія Крістіна Австрійська регент при королі Альфонс XIII (1886—1902) |
|         | Пракседес Матео Сагаста (6-й кабінет)                                                                                               | 4 жовтня 1897       | 4 березня 1899     | 693                | Марія Крістіна Австрійська регент при королі Альфонс XIII (1886—1902) |
|         | Франсіско Сильвела (1-й кабінет) | 4 березня 1899      | 23 жовтня 1900     | 598                | Марія Крістіна Австрійська регент при королі Альфонс XIII (1886—1902) |
|         | Марсело Аскаррага Палмеро (2-й кабінет)                                                                                             | 23 жовтня 1900      | 6 березня 1901     | 134                | Марія Крістіна Австрійська регент при королі Альфонс XIII (1886—1902) |
|         | Пракседес Матео Сагаста (7-й кабінет)                                                                                               | 6 березня 1901      | 6 грудня 1902      | 640                | Марія Крістіна Австрійська регент при королі Альфонс XIII (1886—1902) |
|         | Франсіско Сильвела (2-й кабінет) | 6 грудня 1902       | 20 липня 1903      | 226                | Альфонс XIII (1886/1902–1931)                                         |
|         | Раймундо Фернандес Вільяверде маркіз Посо Рубіо (1-й кабінет)                                                                       | 20 липня 1903       | 5 грудня 1903      | 138                | Альфонс XIII (1886/1902–1931)                                         |
|         | Антоніо Маура (1-й кабінет) | 5 грудня 1903       | 16 грудня 1904     | 584                | Альфонс XIII (1886/1902–1931)                                         |
|         | Марсело Аскаррага Палмеро (3-й кабінет)                                                                                             | 16 грудня 1904      | 27 січня 1905      | 42                 | Альфонс XIII (1886/1902–1931)                                         |
|         | Раймундо Фернандес Вільяверде маркіз Посо Рубіо (2-й кабінет)                                                                       | 27 січня 1905       | 23 червня 1905     | 147                | Альфонс XIII (1886/1902–1931)                                         |
|         | Еухеніо Монтеро Ріос | 23 червня 1905      | 1 грудня 1905      | 161                | Альфонс XIII (1886/1902–1931)                                         |
|         | Сехізмундо Морет (1-й кабінет) | 1 грудня 1905       | 6 липня 1906       | 217                | Альфонс XIII (1886/1902–1931)                                         |
|         | Хосе Лопес Домінгес | 6 липня 1906        | 30 листопада 1906  | 147                | Альфонс XIII (1886/1902–1931)                                         |
|         | Сехізмундо Морет (2-й кабінет) | 30 листопада 1906   | 4 грудня 1906      | 4                  | Альфонс XIII (1886/1902–1931)                                         |
|         | Антоніо Гонсалес де Агілар-і-Корреа 8-й маркіз ла Вега де Арміхо                                                                    | 4 грудня 1906       | 25 січня 1907      | 52                 | Альфонс XIII (1886/1902–1931)                                         |
|         | Антоніо Маура (2-й кабінет) | 25 січня 1907       | 21 жовтня 1909     | 1000               | Альфонс XIII (1886/1902–1931)                                         |
|         | Сехізмундо Морет (3-й кабінет) | 21 жовтня 1909      | 9 лютого 1910      | 111                | Альфонс XIII (1886/1902–1931)                                         |
|         | Хосе Каналехас | 9 лютого 1910       | 12 листопада 1912  | 1007               | Альфонс XIII (1886/1902–1931)                                         |
|         | Мануель Гарсія Прієто 1-й маркіз Алусемас (в. о.) (1-й кабінет)                                                                     | 12 листопада 1912   | 14 листопада 1912  | 2                  | Альфонс XIII (1886/1902–1931)                                         |
|         | Альваро де Фігероа-і-Торрес граф Романонес (1-й кабінет)                                                                            | 14 листопада 1912   | 27 жовтня 1913     | 347                | Альфонс XIII (1886/1902–1931)                                         |
|         | Едуардо Дато (1-й кабінет) | 27 жовтня 1913      | 9 грудня 1915      | 773                | Альфонс XIII (1886/1902–1931)                                         |
|         | Альваро де Фігероа-і-Торрес граф Романонес (2-й кабінет)                                                                            | 9 грудня 1915       | 19 квітня 1917     | 497                | Альфонс XIII (1886/1902–1931)                                         |
|         | Мануель Гарсія Прієто 1-й маркіз Алусемас (2-й кабінет)                                                                             | 19 квітня 1917      | 11 червня 1917     | 53                 | Альфонс XIII (1886/1902–1931)                                         |
|         | Едуардо Дато (2-й кабінет) | 11 червня 1917      | 3 листопада 1917   | 145                | Альфонс XIII (1886/1902–1931)                                         |
|         | Мануель Гарсія Прієто 1-й маркіз Алусемас (3-й кабінет)                                                                             | 3 листопада 1917    | 22 березня 1918    | 139                | Альфонс XIII (1886/1902–1931)                                         |
|         | Антоніо Маура (3-й кабінет) | 22 березня 1918     | 9 листопада 1918   | 232                | Альфонс XIII (1886/1902–1931)                                         |
|         | Мануель Гарсія Прієто 1-й маркіз Алусемас (4-й кабінет)                                                                             | 9 листопада 1918    | 5 грудня 1918      | 26                 | Альфонс XIII (1886/1902–1931)                                         |
|         | Альваро де Фігероа-і-Торрес граф Романонес (3-й кабінет)                                                                            | 5 грудня 1918       | 15 квітня 1919     | 131                | Альфонс XIII (1886/1902–1931)                                         |
|         | Антоніо Маура (4-й кабінет) | 15 квітня 1919      | 20 липня 1919      | 96                 | Альфонс XIII (1886/1902–1931)                                         |
|         | Хоакін Санчес де Тока Кальво | 20 липня 1919       | 12 грудня 1919     | 145                | Альфонс XIII (1886/1902–1931)                                         |
|         | Мануель Альєндесаласар (1-й кабінет)                                                                                                | 12 грудня 1919      | 5 травня 1920      | 145                | Альфонс XIII (1886/1902–1931)                                         |
|         | Едуардо Дато (3-й кабінет) | 5 травня 1920       | 8 березня 1921     | 307                | Альфонс XIII (1886/1902–1931)                                         |
|         | Габіно Бугальял граф Бугальял (в. о.)                                                                                               | 8 березня 1921      | 13 березня 1921    | 5                  | Альфонс XIII (1886/1902–1931)                                         |
|         | Мануель Альєндесаласар (2-й кабінет)                                                                                                | 13 березня 1921     | 14 серпня 1921     | 154                | Альфонс XIII (1886/1902–1931)                                         |
|         | Антоніо Маура (5-й кабінет) | 14 серпня 1921      | 8 березня 1922     | 206                | Альфонс XIII (1886/1902–1931)                                         |
|         | Хосе Санчес-Герра | 8 березня 1922      | 7 грудня 1922      | 274                | Альфонс XIII (1886/1902–1931)                                         |
|         | Мануель Гарсія Прієто 1-й маркіз Алусемас (5-й кабінет)                                                                             | 7 грудня 1922       | 15 вересня 1923    | 282                | Альфонс XIII (1886/1902–1931)                                         |
|         | Мігель Прімо де Рівера 2-й маркіз де Естелья, 22-й граф Собремонте, генерал-капітан (голова Військової директорії до 3 грудня 1925) | 15 вересня 1923     | 30 січня 1930      | 2329               | Альфонс XIII (1886/1902–1931)                                         |
|         | Дамасо Беренгер 1-й граф Шауен, генерал-лейтенант                                                                                   | 30 січня 1930       | 18 лютого 1931     | 384                | Альфонс XIII (1886/1902–1931)                                         |
|         | Хуан Баутіста Аснар-Кабаньяс адмірал                                                                                                | 18 лютого 1931      | 14 квітня 1931     | 55                 | Альфонс XIII (1886/1902–1931)                                         |

## Друга Іспанська республіка(1931—1939)
Партійна приналежність:
      Республіканська ліберальна права
      Республіканська дія
      Радикальна республіканська партія
      Незалежні
      Республіканська ліва
      Республіканський союз
       Іспанська соціалістична робітнича партія Іспанська соціалістична робітнича партія
| Портрет | Ім'я                                | Термін повноважень  | Термін повноважень | Термін повноважень | Президент                                      |
| Портрет | Ім'я                                | Початок повноважень | Кінець повноважень | Кількість днів     | Президент                                      |
| ------- | ----------------------------------- | ------------------- | ------------------ | ------------------ | ---------------------------------------------- |
|         | Алькалья Самора Нісето              | 14 квітня 1931      | 14 жовтня 1931     | 183                | Вакант                                         |
|         | Мануель Асанья (1-й кабінет)        | 14 жовтня 1931      | 12 вересня 1933    | 699                | Алькалья Самора Нісето (11.12.1931–07.14.1936) |
|         | Алехандро Леррус (1-й кабінет)      | 12 вересня 1933     | 9 жовтня 1933      | 27                 | Алькалья Самора Нісето (11.12.1931–07.14.1936) |
|         | Дієго Мартінес Барріо (1-й кабінет) | 9 жовтня 1933       | 16 грудня 1933     | 68                 | Алькалья Самора Нісето (11.12.1931–07.14.1936) |
|         | Алехандро Леррус (2-й кабінет)      | 16 грудня 1933      | 28 квітня 1934     | 133                | Алькалья Самора Нісето (11.12.1931–07.14.1936) |
|         | Рікардо Сампер                      | 28 квітня 1934      | 4 жовтня 1934      | 159                | Алькалья Самора Нісето (11.12.1931–07.14.1936) |
|         | Алехандро Леррус (3-й кабінет)      | 4 жовтня 1934       | 25 вересня 1935    | 356                | Алькалья Самора Нісето (11.12.1931–07.14.1936) |
|         | Хоакін Чапапрієта                   | 25 вересня 1935     | 14 грудня 1935     | 80                 | Алькалья Самора Нісето (11.12.1931–07.14.1936) |
|         | Мануель Портела                     | 14 грудня 1935      | 19 лютого 1936     | 67                 | Алькалья Самора Нісето (11.12.1931–07.14.1936) |
|         | Мануель Асанья (2-й кабінет)        | 19 лютого 1936      | 10 травня 1936     | 81                 | Алькалья Самора Нісето (11.12.1931–07.14.1936) |
|         | Августо Барсія (в. о.)              | 10 травня 1936      | 13 травня 1936     | 3                  | Мануель Асанья (11.05.1936—01.03.1939)         |
|         | Сантьяго Касарес Кірога             | 13 травня 1936      | 19 липня 1936      | 67                 | Мануель Асанья (11.05.1936—01.03.1939)         |
|         | Дієго Мартінес Барріо (2-й кабінет) | 19 липня 1936       | 19 липня 1936      | 1                  | Мануель Асанья (11.05.1936—01.03.1939)         |
|         | Хосе Хіраль                         | 19 липня 1936       | 4 вересня 1936     | 47                 | Мануель Асанья (11.05.1936—01.03.1939)         |
|         | Франсиско Ларго Кабальєро           | 4 вересня 1936      | 17 травня 1937     | 302                | Мануель Асанья (11.05.1936—01.03.1939)         |
|         | Хуан Негрін                         | 17 травня 1937      | 1 квітня 1939      | 684                | Мануель Асанья (11.05.1936—01.03.1939)         |

## Франкістська Іспанія(1936—1975)
Партійна приналежність:
      Військовики
      Іспанська фаланга
| Портрет | Ім'я                                     | Термін повноважень  | Термін повноважень | Термін повноважень | Глава держави                                      |
| Портрет | Ім'я                                     | Початок повноважень | Кінець повноважень | Кількість днів     | Глава держави                                      |
| ------- | ---------------------------------------- | ------------------- | ------------------ | ------------------ | -------------------------------------------------- |
|         | Мігель Кабанельяс                        | 23 липня 1936       | 1 жовтня 1936      | 70                 | —                                                  |
|         | Фідель Давіла Аррондо маркіз Давіла      | 3 жовтня 1936       | 3 червня 1937      | 243                | Каудильйо Франсіско Франко (01.10.1936—20.11.1975) |
|         | Франсіско Гомес-Хордана 1-й граф Хордана | 3 червня 1937       | 31 січня 1938      | 242                | Каудильйо Франсіско Франко (01.10.1936—20.11.1975) |
|         | Франсіско Франко                         | 31 січня 1938       | 8 червня 1973      | 12912              | Каудильйо Франсіско Франко (01.10.1936—20.11.1975) |
|         | Луїс Карреро Бланко                      | 9 червня 1973       | 20 грудня 1973     | 194                | Каудильйо Франсіско Франко (01.10.1936—20.11.1975) |
|         | Торквато Фернандес-Міранда (в. о.)       | 20 грудня 1973      | 31 грудня 1973     | 11                 | Каудильйо Франсіско Франко (01.10.1936—20.11.1975) |
|         | Карлос Наварро                           | 31 грудня 1973      | 1 липня 1976       | 913                | Каудильйо Франсіско Франко (01.10.1936—20.11.1975) |

## Королівство Іспанія(Друга реставрація, від 1975)
Партійна приналежність:
      Військовики
      Союз демократичного центру
      Іспанська соціалістична робітнича партія
      Народна партія
| Портрет | Ім'я                              | Термін повноважень  | Термін повноважень | Термін повноважень | Король                                |
| Портрет | Ім'я                              | Початок повноважень | Кінець повноважень | Кількість днів     | Король                                |
| ------- | --------------------------------- | ------------------- | ------------------ | ------------------ | ------------------------------------- |
|         | Фернандо де Сантьяго (в. о.)      | 1 липня 1976        | 3 липня 1976       | 2                  | Хуан Карлос I (22.11.1975—18.06.2014) |
|         | Адольфо Суарес                    | 3 липня 1976        | 25 лютого 1981     | 1698               | Хуан Карлос I (22.11.1975—18.06.2014) |
|         | Леопольдо Кальво-Сотело і Бустело | 25 лютого 1981      | 2 грудня 1982      | 645                | Хуан Карлос I (22.11.1975—18.06.2014) |
|         | Феліпе Гонсалес                   | 2 грудня 1982       | 4 травня 1996      | 4902               | Хуан Карлос I (22.11.1975—18.06.2014) |
|         | Хосе Марія Аснар                  | 4 травня 1996       | 16 квітня 2004     | 2904               | Хуан Карлос I (22.11.1975—18.06.2014) |
|         | Хосе Луїс Сапатеро                | 16 квітня 2004      | 20 грудня 2011     | 2804               | Хуан Карлос I (22.11.1975—18.06.2014) |
|         | Маріано Рахой                     | 20 грудня 2011      | 1 червня 2018      | 2355               | Філіп VI (від 19 червня 2014)         |
|         | Педро Санчес Перес-Кастехон       | 1 червня 2018       |                    | 2489               | Філіп VI (від 19 червня 2014)         |